# Nicolae Breban
Nicolae Breban (ur. 1 lutego 1934 r. w Baia Mare, okręg Marmarosz) – rumuński powieściopisarz i eseista, redaktor naczelny pisma România literară. W jego twórczości występują akcenty naturalistyczne.
W przekładzie na język polski ukazało się opowiadanie Drapieżne zwierciadła, w tłumaczeniu Adama Weinsberga, zamieszczone w tomie Śmierć Ipu: Opowiadania rumuńskie, 1971.